# 신유진
신유진 (1987년 12월 4일 ~ )은 대한민국의 KBS 공채 아나운서이다.

## 학력
- 경북대학교 사범대학 일반사회교육 전공

## 경력
- 2011년 : 한국경제 14기 공채 기자
- 2014년 : KBS 41기 공채 입사 아나운서 (KBS창원방송총국 근무)

## 진행

### 텔레비전
- KBS 뉴스 9
- 2012년 : 한국 경제 TV 기자
- 2013년 : TBC 대구방송 《TBC 클리닉 건강365, 굿데이 프라이데이, 시사토론, 문화산책》
- 2014년 : KBS1 뉴스9, 《네트워크 참TV》
- 2015년 : KBS1 뉴스9,《생생투데이 사람과 세상》
- 2016년 : KBS1 뉴스9, 생생투데이 사람과 세상, 네트워크 참TV
- 2018년 : KBS1 930 뉴스 경남

### 라디오
- FM광장
- 11시의 음악실
- KBS창원 제1라디오 5시 뉴스